# Wilfried Puis
Wilfried Puis (18. februar 1943 - 21. oktober 1981) var en belgisk fodboldspiller (angriber) fra Oostende.
Puis tilbragte hele sin karriere i hjemlandet, hvor han blandt andet var tilknyttet Anderlecht, Club Brugge og Lokeren. Med Anderlecht var han med til at vinde hele seks belgiske mesterskaber (1962, 1964, 1965, 1966, 1967 og 1968).
Puis spillede desuden 49 kampe for det belgiske landshold, hvori han scorede ni mål. Hans debutkamp på landsholdet var en venskabskamp mod Italien 13. maj 1962, mens hans sidste opgør var en EM-kvalifikationskamp 27. september 1975 mod Østtyskland.
Puis repræsenterede sit land ved VM i 1970 i Mexico, hvor han spillede alle holdets tre kampe. I 1964 blev han kåret til Årets fodboldspiller i Belgien.